# 久遠利三
久遠 利三（くどう としぞう、1928年4月16日 - ）は、日本の俳優。本名は工藤 直彦。
青森県青森市出身。日本大学芸術学部映画学科卒業。日活出身。劇団新樹座、サンプロモーションに所属していた。

## 略歴
1955年に映画『若き魂の記録 七つボタン』でデビュー後、日活の映画に多く出演する。

## 出演

### 映画
- 人間魚雷出撃す（1956年12月27日） - 従兵
- 紅の翼（1958年12月28日） - 大島警察署々員
- 天と地を駈ける男（1959年11月1日） - 航空管制所係員 [4]
- 「黒い落葉」より 青春を吹き鳴らせ（1959年12月27日） - カメラマン [5]
- やくざの詩（1960年1月31日）
- ある脅迫（1960年3月23日） - 銀行員 役[6]
- 若い突風（1960年7月20日） - 高田の乾分 [7]
- 爆破命令（1960年7月20日） - ミシン会社員 [8]
- 野郎! 地獄へ行け（1960年7月29日） - 加藤 [9]
- 喧嘩太郎（1960年8月10日） - 記者
- 摩天楼の男（1960年9月14日） - 小笠原 [10]
- よせよ恋なんて（1960年10月26日） - ブン吉 [11]
- 闘牛に賭ける男（1960年12月27日） - 黒木 [12]
- 俺はトップ屋だ 顔のない美女（1961年2月8日） - 警官 [13]
- 稼業シリーズ
  - 早射ち野郎（1961年4月1日） - 私服 [14]
  - 用心棒稼業（1961年4月23日） - ダイスの男 [15]
- ろくでなし野郎（1961年5月13日） - ボラチョンのバーテン [16]
- 東京ドドンパ娘（1961年5月13日） - 記者 [17]
- 散弾銃の男（1961年6月4日） - 西岡の乾分
- 海の勝負師（1961年7月1日） - 潜水夫 [18]
- 追跡（1961年9月10日） - 記者 [19]
- 大森林に向って立つ（1961年9月23日） - 医師 [20]
- 暗黒街の静かな男（1961年10月14日） - 藤尾 [21]
- 街に気球があがる時（1961年11月12日） - 警官 [22]
- 男と男の生きる街（1962年1月14日） - 毎朝記者[23]
- 兄貴」（1962年1月27日） - クラブ「ナルシス」の客 [24]
- 上を向いて歩こう（1962年3月4日） - ベースの男 [25]
- 闇に消えた使者（1962年3月18日） - 音楽喫茶「ジョニィ」のマネージャー[26]
- 黒いダイス（1962年3月25日） - 商社マン風の男 [27]
- 事件記者 影なき侵入者（1962年4月2日） - 捜査主任 [28]
- 激流に生きる男（1962年5月1日） - 埠頭事務所係員 [29]
- 青い街の狼（1962年5月13日） - パトカーの警官 [30]
- 若者に夢あり（1962年5月27日） - 社員
- 遥かなる国の歌（1962年7月15日） - セルペンテのマネージャー [31]
- 憎いあンちくしょう（1962年7月8日） - 定期便の運ちゃん
- 若くて悪くて凄いこいつら（1962年9月9日） - 小川 [32]
- 殺人者を追え（1962年12月12日） - 他の刑事 [33]
- 危険な商売 鉛をぶちこめ（1962年12月16日） - 神戸の売人
- 花と竜（1962年12月26日） - 医者 [34]
- いつでも夢を（1963年1月11日） - 事務員 [35]
- 泥だらけの純情（1963年2月10日） - 記者 [36]
- 俺の背中に陽が当る（1963年4月7日） - 消防士
- 午前零時の出獄（1963年6月16日） - 高春連合会乾分 [37]
- 赤いハンカチ（1964年1月3日）
- 人生劇場（1964年2月23日） - 床屋の客
- 無頼無法の徒 さぶ（1964年3月25日） - 和助 [38]
- 風と樹と空と（1964年7月12日） - 鉄工所の男 [39]
- 殺人者を消せ（1964年9月19日） - ジャーナリスト [40]
- 「小さき闘い」より 敗れざるもの（1964年10月30日） - タクシー会社の配車係 [41]
- 黒い海峡（1964年12月31日） - 刑事 [42]
- 河内ぞろ あばれ凧（1965年4月18日） - 縁者 [43]
- 命しらずのろくでなし（1965年6月23日） - ジュース工場の宣伝課員 [44]
- 明日は咲こう花咲こう（1965年8月14日）
- 黒い賭博師 ダイスで殺せ（1965年10月8日） - バー『ケルン』でポーカーをする船員 [45]
- 拳銃無宿 脱獄のブルース（1965年12月4日） - 赤沢組組員
- 俺にさわると危ないぜ（1966年2月12日） - 刑事 [46]
- 二人の世界（1966年2月25日） - 長崎警察署刑事 / 場末の居酒屋の客
- 逢いたくて逢いたくて（1966年6月1日） - 記者 [47]
- 殺るかやられるか（1966年9月7日） - マネージャー [48]
- 栄光への挑戦（1966年10月8日） - 加賀見弁護士 [49]
- 白鳥（1966年10月29日） - 古本屋の客 役[50]
- 嵐を呼ぶ男（1966年12月10日） - 留置場の警官
- 拳銃は俺のパスポート（1967年2月4日） - トラック運転手 [51]
- 星よ嘆くな 勝利の男（1967年2月25日） - 手術する外科医 役[52]
- 夜霧よ今夜も有難う（1967年3月11日） - 伊吹
- 大巨獣ガッパ（1967年4月22日） - 熱海の宴席の客
- 嵐来たり去る（1967年5月3日） - 脇坂千吉 [53]
- 燃える雲（1967年5月3日） - 電波監理局担当者
- 爆弾男といわれるあいつ（1967年6月28日） - クレー射撃の客
- 反逆（1967年8月1日） - ある会社の部長 [54]
- 七人の野獣（1967年8月1日） - 鉄道公安官 [55]
- 対決（1967年9月6日） - 島崎久七 [56]
- 紅の流れ星（1967年10月7日） - 加鳥 [57]
- 東京市街戦（1967年11月18日） - 岡部 [58]
- 男の掟（1968年2月13日） - 太田 役[59]
- 無頼シリーズ
  - 大幹部 無頼（1968年4月28日） - マネージャー [60]
  - 無頼非情（1968年8月1日） - 債権者
  - 無頼 人斬り五郎（1968年11月2日） - 医者
  - 無頼 黒匕首（1968年12月28日） - 手打ち式の司会
  - 無頼 殺せ（1969年3月15日） - マネージャー
- わが命の歌 艶歌（1968年5月29日） - 宮部 [61]
- 昭和のいのち（1968年6月22日） - 氷川 [62]
- あゝひめゆりの塔（1968年9月21日） - 平良川四郎
- 地獄の破門状（1969年1月22日） - 田村七郎 [63]
- 恋のつむじ風（1969年3月21日） - 松山健作 [64]
- 前科シリーズ
  - 前科 仮釈放（1969年5月14日）
  - 前科 ドス嵐（1969年7月12日） - 長寿宴の司会者
- 博徒百人シリーズ
  - 博徒百人（1969年5月14日） - 阿部又市
  - 博徒百人 任侠道（1969年9月13日） - 志村
- 続 女の警察（1969年5月28日） - 木下 [65]
- 代紋 地獄の盃（1969年6月14日） - 医師
- 日本残侠伝（1969年8月9日） - 橋場の辰吉
- 大幹部シリーズ
  - 大幹部 殴り込み（1969年8月23日） - 島木 [66]
  - 大幹部 ケリをつけろ（1970年9月1日） - 高畑
- 侠花列伝 襲名賭博（1969年9月27日） - 太吉 [67]
- 刺客列伝（1969年12月6日） - 黒木 [68]
- 喧嘩博徒 地獄の花道（1969年12月17日） - 辺見 [69]
- やくざの横顔（1970年1月24日） - 新和組組長
- 怪談昇り竜（1970年6月20日） - 丸山 役[70]
- ネオン警察 女は夜の匂い（1970年12月5日） - 北川[71]
- 関東シリーズ
  - 関東流れ者（1971年2月6日） - 刑事
  - 関東破門状（1971年7月3日） - 黒田
  - 関東幹部会（1971年4月24日） - 森野 [72]
- 戦争と人間 第二部 愛と悲しみの山河（1971年6月12日） - 防人会の男 [73]
- さらば掟（1971年9月15日） - 村上
- 恋狂い（1971年12月1日） - 石黒良造 役[74]
- 色暦女浮世絵師（1971年12月18日） - 浪花屋市兵衛
- 情炎お七恋唄（1972年2月29日） - 玄照
- OL日記 牝猫の情事（1972年12月16日） - 大川
- さいはての情事（1973年3月14日） - 源作
- 華麗なる一族（1974年1月26日） - 青木
- ノストラダムスの大予言（1974年8月3日） - 質問する男
- あばよダチ公（1974年11月22日）
- 東京湾炎上（1975年7月12日） - 中園対策本部員
- 続・人間革命（1976年6月19日） - 信用組合役員
- 野性の証明（1978年10月7日） - 中井
- 天使の欲望（1979年10月6日） - 菊池
- 太陽を盗んだ男（1979年10月6日） - 警視総監
- 二百三高地（1980年8月2日） - 桂太郎
- 地震列島（1980年8月30日） - 財界人
- 月光仮面 THE MOON MASK RIDER（1981年3月14日）
- オン・ザ・ロード（1982年4月17日） - 仁科
- 小説吉田学校（1983年4月9日）
- 天国の駅 HEAVEN STATION（1984年6月9日） - 看守長
- 首都消失（1987年1月17日） - 福島県知事
- 孔雀王（1988年12月10日）
- 座頭市（1989年2月4日）
- 国会へ行こう!（1993年5月1日） - 大橋
- あぶない刑事リターンズ（1996年9月14日） - 木下

### Vシネマ
- エンジェルターゲット 殺戮天使（1991年） - 竹中

### テレビドラマ

#### NHK
- 大河ドラマ
  - 国盗り物語 第31話「鉄砲守護神」（1973年8月5日） - 松井友閑
  - 草燃える 第5話「婿殿、舅殿」（1979年2月4日） - 関白基房
  - おんな太閤記 第37話「あさひの涙」（1981年9月20日） - 医者
  - 山河燃ゆ（1984年12月2日・12月16日） - 木戸幸一
    - 第48話「兄弟和解」
    - 第50話「宣告」

  - 春の波涛 第37話「女優学校は…」（1985年9月15日） - 帝国劇場役員
  - 武田信玄（1988年1月31日・2月7日） - 大野次郎左衛門 
    - 第4話「運命の出会い」
    - 第5話「湖水伝説」

  - 春日局（1989年1月15日・1月22日） - 蜂須賀小六
    - 第2話「天下をとる」
    - 第3話「母子無情」

  - 元禄繚乱 第13話「誘拐」（1999年4月4日） - 金座の商人
- 松本清張シリーズ・一年半待て（1978年10月21日） - 警察署長
- 連続テレビ小説 / おしん 第158話（1983年10月11日） - 仲人
- 新大型時代劇 / 宮本武蔵（1984年7月4日・7月11日・8月15日・8月22日・9月5日 - 10月17日） - 植田良平 
  - 第13話「陽なた陽かげ」
  - 第14話「めぐりぞ逢わん」
  - 第18話「愛憎の季節」
  - 第19話「わすれ貝」
  - 第21話「風雲五条大橋」 - 第26話「女滝男滝」
- 銀河テレビ小説
  - 総務部総務課山口六平太 第1話 - 第3話（1988年7月25日 - 7月27日） - 磯貝監査役
  - 殿様ごっこ（1988年10月31日 - 11月18日）

#### NTV
- 山のかなたに 第12話（1966年4月4日）
- 特ダネ記者 第25話「赤い雪」（1966年12月31日）
- ある日わたしは 第1話「女の命の火」（1967年10月23日） - ホテル“百万石”の客
- おひかえあそばせ（1971年4月28日・6月16日・6月30日・7月28日・9月8日・9月22日）
  - 第3話「居候仁義」
  - 第5話「蛇の道はヘビ」
  - 第6話「匂うばかりに」
  - 第8話「ビールス野郎の大逆襲」
  - 第11話「燃えて来た男」
  - 第13話「南の空へさようなら」
- 怪奇十三夜 第3話「謎の幽霊御殿」（1971年7月18日）
- 水滸伝 第2話「蒼州の熱風」（1973年10月9日） - 揚
- 大都会シリーズ
  - 大都会 闘いの日々
    - 第4話「協力者」（1976年1月27日）
    - 第29話「恵子」（1976年7月20日）

  - 大都会 PARTII 第6話（1977年5月10日）
  - 大都会 PARTIII
    - 第37話「頭取集団誘拐」（1979年6月19日）
    - 第42話「シージャック強盗団」（1979年7月24日）
- 太陽にほえろ!シリーズ
  - 太陽にほえろ!
    - 第291話「トラック刑事」（1978年2月24日） - 医師
    - 第314話「拝啓ロッキー刑事様」（1978年8月4日） - 岡山県警刑事
    - 第323話「愛は何処へ」（1978年10月6日） - ワールドドラッグ社長
    - 第345話「告発」（1979年3月9日） - 弁護士
    - 第373話「疑わしきは」（1979年9月21日） - 谷村
    - 第401話「紙飛行機」（1980年4月4日） - 藤が丘病院医師
    - 第431話「誰が彼を殺したか」（1980年11月7日） - 雑賀社長
    - 第443話「あなたは一億円欲しくありませんか」（1981年2月6日） - 大沢光重
    - 第471話「山さんに任せろ!」（1981年8月21日） - 川上社長
    - 第491話「ドックのうわごと」（1982年1月15日）
    - 第507話「この街で-」（1982年5月14日） - 東陽画廊主人
    - 第534話「俺の拳銃が無い!」（1982年12月3日） - 塚本修理工場社長
    - 第548話「金曜日に会いましょう」（1983年3月18日） - 城西出版編集長
    - 第559話「マザー・グース」（1983年6月10日）
    - 第589話「共謀」（1984年2月10日） - 文具屋店主
    - 第628話「ヒーローになれなかった刑事」（1984年12月14日） - 東亜倉庫社長
    - 第641話「二度死んだ女」（1985年3月15日） - 東都生命保険社長
    - 第648話「検視官ドック」（1985年5月10日） - 榊警視正
    - 第697話「マミーを怒らせた少年」（1986年5月30日） - 矢追第三小学校校長

  - 太陽にほえろ!PART2 第6話「心満たされず……」（1987年1月9日） - 東日建設専務
- 大追跡 第24話「爆殺魔」（1978年9月12日）
- オレの愛妻物語 第3話（1978年8月12日） - タクシー運転手
- 探偵物語 第17話「黒猫に罠を張れ」（1980年1月15日）
- 大激闘マッドポリス'80 第15話「005便で来た狙撃者」（1980年7月15日） - エンドー宝石店主人
- プロハンター 第25話「ロング・グッドバイ」（1981年9月22日）
- 火曜サスペンス劇場
  - 危機一髪の女（1982年5月18日）
  - 松本清張の脊梁（1982年10月12日）
  - モナ・リザの身代金（1983年8月2日）
  - 松本清張の知られざる動機（1983年9月6日）
  - 愛の牢獄（1984年6月26日）
  - 山岳ミステリー 第1作「大雪山殺人事件」（1989年8月1日） - 中学教師
- 長七郎江戸日記 第1シリーズ 第71話「十手にかけた青春」（1985年10月15日） - 山崎屋
- 誇りの報酬
  - 第17話「頭脳プレーでホシを追え」（1986年2月2日）
  - 第36話「芹沢刑事の妹が誘拐された!?」（1986年6月15日）
- もっとあぶない刑事 第15話「不惑」（1989年1月20日） - 清水エンタープライズ社長
- 八百八町夢日記 第1シリーズ SP3「天保鬼ヶ島」（1990年4月3日）
- いのち草（1990年10月1日 - 1991年3月29日）
- 風流太平記「密命」（1990年10月7日）
- 刑事貴族2 第3話「誘拐された首領」（1991年4月26日）
- 江戸の用心棒II 第2話「将軍吉宗の古証文」（1995年10月24日） - 武蔵屋喜平

#### TBS
- 愛妻くん 第1話（1966年5月8日） - サラリーマン
- 赤いシリーズ
  - 赤い絆 第2話「秘められた過去」（1977年12月9日）
  - 赤い魂 第16話「父ふたり、激しい愛と静かな愛」（1980年7月18日）
- 青春の門 第二部 自立編 第7話（1978年1月18日）
- 七人の刑事 第3シーズン 第8話「連続ネクタイ絞殺魔」（1978年6月16日）
- 薔薇海峡 第1話「愛がそむく朝」（1978年12月22日）
- 突然の明日 第2話「極限抱擁」（1980年1月25日）
- 噂の刑事トミーとマツ
  - 第1シリーズ 第43話「ゆきすぎ課長辞職! さて後任は?」（1980年8月27日）
  - 第2シリーズ 第24話「行け猿島へ! モジャ課長死のピンチ」（1982年7月21日）
- 二百三高地 愛は死にますか 第6話「白襷隊全滅」（1981年2月11日）
- 花王 愛の劇場
  - 流れる星は生きている（1982年5月10日 - 7月2日）
  - 赤い関係（1982年8月30日 - 11月5日）
  - 挽歌（1982年11月8日 - 12月31日）
  - 家族づくり（1983年9月5日 - 10月28日）
  - 松本清張の黒革の手帖（1984年1月5日 - 2月24日）
  - 娘が愛した人は（1985年6月3日 - 7月19日）
  - 失われた過去（1986年6月2日 - 7月18日）
  - 母さんと呼びたい（1987年7月20日 - 8月28日）
  - 赤い迷宮 第25話（1993年12月3日）
- ザ・サスペンス
  - 後鳥羽伝説殺人事件（1982年8月21日）
  - 残酷な旅路（1983年1月29日）
  - 山之内家の惨劇（1983年6月11日）
  - 川崎探偵団（1983年7月23日）
- 積木くずし 〜親と子の200日戦争〜 第4話（1983年3月8日）
- 大岡越前
  - 第7部 第10話「薬袋に仕掛けた罠」（1983年6月27日） - 遠州屋加兵衛
  - 第9部 第6話「探した我が子は女掏摸」（1985年12月2日） - 但馬屋
  - 第10部 第14話「闇夜に迫る辻斬りの恐怖」（1988年5月30日） - 三沢屋
- ビートたけしの学問ノススメ（1984年7月12日・8月2日）
  - 第1話
  - 第4話「らぶれたーガ怖イヨー」
- 乳姉妹 第1話「誕生日の秘密」（1985年4月16日）
- そして戦争が終った（1985年8月26日）
- 水戸黄門
  - 第16部 第16話「おとぼけ駕籠屋幽霊騒動 -鳥取-」（1986年8月11日） - 因幡屋
  - 第17部 第10話「泣き笑い献上仏壇 -尾張-」（1987年11月2日） - 桝屋徳蔵
  - 第20部 第2話「水晶守った怒りの十手 -甲府-」（1990年10月29日） - 赤垣屋
  - 第23部 第21話「津和野銘菓は恋の味 -津和野-」（1994年12月26日） - 三笹屋役
  - 水戸黄門外伝 かげろう忍法帖 第9話「忍び文字の謎 -富山-」（1995年7月17日） - 常念屋
  - 第24部
    - 第14話「波乱万丈! 薩摩の対決 -鹿児島-」（1995年12月18日） - 万年屋
    - 第25話「天下の名医は敵持ち -松本-」（1996年3月11日） - 豊科屋藤兵衛

  - 第25部 第26話（1997年6月23日） - 巴屋徳兵衛
- 水曜ドラマスペシャル / アヒルから白鳥になった女（1987年3月11日） - 某社長
- 翔んでる!平賀源内 第19話「飛べ飛べ飛行機」（1989年9月11日）
- おとなの選択 第2話「玉の輿だと思ったら」（1992年1月17日）
- 最後の同窓会（1993年4月4日）
- 江戸を斬るVIII 第11話「命を賭けた御用旅」（1994年4月11日） - 但馬屋重左衛門
- 月曜ドラマスペシャル
  - 湯けむり仲居純情日記 第3作（1994年4月18日）
  - クラッカー 侵入者（1997年11月10日）
- 協奏曲（1996年10月11日 - 12月13日）

#### CX
- 江戸の旋風シリーズ
  - 同心部屋御用帳 江戸の旋風 第3シリーズ 第44話「泥棒入門」（1978年3月16日）
  - 同心部屋御用帳 江戸の旋風 第4シリーズ 第4話「捕物の神様」（1978年12月7日）
- 私は逃げない （1979年2月26日 - 5月4日）
- 大空港 第58話「慟哭する加賀警視 たとえ花びらは散っても!」（1979年10月29日）
- 嵐の中のあいつ 第1話（1980年1月12日）
- 騎馬奉行 第21話（1980年2月19日）
- 大捜査線シリーズ 追跡 第37話「朝日のあたる家」（1980年11月20日）
- ただいま放課後 第3シリーズ 第8話「放送室から!? ラブコール」（1981年2月23日）
- 闇を斬れ 第5話「恋姿・謎の美剣士」（1981年5月5日）
- 暁に斬る! 第13話「霧雨は娼婦のしのび泣き」（1982年12月28日）
- 吉田茂（1983年4月9日）
- 木曜ファミリーワイド / 松本清張の蒼い描点（1983年5月19日） - 典子の母の主治医
- 金曜ファミリーワイド / 松本清張の地の骨（1984年3月9日）
- 流れ星佐吉 第3話「愛しい女の大願望」（1984年4月17日）
- 月曜ドラマランド / いたずらスチュワーデス! お嬢様お手やわらかに -ソウルの休日-（1985年5月6日） - 重役
- 花王名人劇場 / 裸の大将放浪記 第18作（1986年3月9日） - 審査員
- 愛の嵐 第1話（1986年6月30日）・第31話・第34話 - 大山大輔[75]
- ザ・ドラマチックナイト → 金曜ドラマシアター
  - 松本清張の地方紙を買う女（1987年10月23日）
  - 怪談 KWAIDAN 第1作（1992年8月21日）
- 愛人ヨーコの遺書（1988年4月1日）
- 教師びんびん物語II（1989年4月3日・5月1日・5月29日 - 6月26日） - 田中理事 
  - 第1話「帰ってきた龍之介」
  - 第5話「星に願いを…」
  - 第9話「泣けてくる…」 - 第13話「先生はどこへも行かない…」
- 世にも奇妙な物語
  - 「大注目の男」（1990年9月6日）
  - 「言葉のない部屋」（1992年7月2日）
- 約束の夏（1992年） - 黒岩専務 役
- 悪魔のKISS（1993年8月25日・9月1日）
  - 第8話「仮面の下の欲望」
  - 第9話「覗かれた儀式」
- 100億の男（1995年7月3日 - 9月25日）

#### NET→ANB
- 花と竜（1970年3月19日 - 5月14日）
- 特別機動捜査隊 第526話「ある男と女」（1971年12月1日） - 清水
- 荒野の用心棒 第21話「山峡に脱獄犯を追って…」（1973年8月21日）
- 破れ傘刀舟悪人狩り
  - 第4話「毒花は散った」（1974年10月22日） - 湊屋常右衛門
  - 第27話「妖花女殺し屋」（1975年4月1日）
  - 第59話「天保飛脚人異聞」（1975年11月11日） - 近江屋徳兵衛
  - 第106話「弥九郎白夜に死す」（1976年10月5日） - 坂井兵部
- 特捜最前線
  - 第15話「目撃 ある人妻の証言」（1977年7月13日）
  - 第114話「サラ金ジャック・射殺犯桜井刑事!」（1979年6月6日）
  - 第135話「われら殺人安保条約!」（1979年）
  - 第154話「オルフェの歌った演歌!」（1980年）
  - 第165話「隣にいた絞殺魔!」（1980年）
  - 第172話「乙種蹄状指紋の謎!」（1980年）
  - 第177話「天才犯罪者・未決囚1004号!」（1980年9月10日）
  - 第187話「終列車を見送る女!」（1980年11月26日）
  - 第203話「幼女誘拐・菜の花の匂う女!」（1981年3月25日）
  - 第224話「ネックレスをした老刑事!」（1981年9月2日）
  - 第235話「少女売春・夢を掘る男!」（1981年11月18日）
  - 第249話「レイプ・襲われた姉妹!」（1982年2月24日）
  - 第262話「紅い爪!」（1982年5月26日）
  - 第270話「赤い髪の女!」（1982年7月21日）
  - 第278話「逮捕・魔の24時間!」（1982年9月15日）
  - 第345話「新春 窓際警視の子守歌!」（1984年1月4日）
  - 第367話「六本木ラストダンス!」（1984年6月6日）
  - 第390話「判決・愛が裁かれるとき!」（1984年11月14日）
  - 第403話「死体番号6001のミステリー!」（1985年2月20日）
  - 第434話「悪女からのプレゼント!」（1985年9月25日）
  - 第469話「追跡・声紋No.105937!」（1986年6月5日）
- 土曜ワイド劇場
  - 女弁護士 朝吹里矢子
    - 第2作「天使の証言」（1978年11月4日）
    - 第4作「三重逆転! 完全犯罪」（1980年5月31日）

  - 家政婦は見た!
    - 第2作「エリート家庭の浮気の秘密 みだれて…」（1984年10月13日）
    - 第13作「代議士跡目相続の醜い秘密 色、金、欲…女たちの骨肉の争い」（1994年4月9日）

  - 笹沢左保の裸の家族（1986年8月30日）
  - 赤いネックレスの女（1987年11月28日）
  - 悪女はラベンダーの香り（1988年12月3日）
  - 弁護士・今田一平 第5作「沖縄デラックスツアー殺人事件」（1989年7月15日）
  - 円周率πの殺人（1989年9月9日） - 監察医
  - 殺意の岐路（1990年9月22日） - 医師
  - 車椅子の弁護士・水島威 第3作（1997年7月26日）
- 西部警察
  - 第12話「ビッグバッド・ママ」（1979年12月30日） - 加田
  - 第19話「蘇える一弾」（1980年2月17日） - 幹部
  - 第95話「刑事の夜明け」（1981年9月13日） - 医師
- 江戸の牙 第20話「悲愁 錦絵の女たち」（1980年2月12日） - 長崎屋十兵衛
- ザ・ハングマンシリーズ
  - ザ・ハングマン
    - 第14話「生き返ったスリ係 女刑事」（1981年2月20日） - 南条社長（洋光海運）
    - 第35話「にせハングマン壊滅作戦」（1981年7月17日） - 平岡（悪徳政治家）
    - 第48話「死人の恋 愛の言葉はさよなら」（1981年10月16日） - 河田道夫

  - ザ・ハングマンII 第17話「クイズ!? 電気ショックの恐怖」（1982年9月24日） - 光進電機常務
  - 新ハングマン 第6話「恋を引き裂く愛人バンク」（1983年9月2日） - 佐藤
- 虹子の冒険  - ヴァンテレーヌの客 
  - 第3話「よせばいいのに」（1980年）
  - 第4話「別れても好きな人」（1981年）
  - 第10話「雪が降る」（1981年）
- ドラマ・人間 名古屋・女子大生誘拐殺人事件（1981年6月29日）
- 文吾捕物帳
  - 第8話「女風呂のめぐり逢い」（1981年12月8日）
  - 第10話「復讐さざんかの舞」（1981年12月22日）
- 女捜査官シリーズ
  - 新・女捜査官 第4話「秘密の夜を買う美人女医」（1983年5月6日）
  - 人妻捜査官 第12話「疑惑!? 喪服の女が待つ診察医」（1984年8月10日）
  - 女ふたり捜査官 第1話「未亡人刑事と不倫妻」（1986年8月29日）
- 私鉄沿線97分署 第88話「女ごころは真珠のピアス!」（1986年8月31日）
- 火曜スーパーワイド
  - おんな達のオシャレな復讐（1989年2月28日）
  - 花ふぶき女スリ三姉妹 第3作「（秘）裏技イロ技放れ技」（1989年10月31日）
- ゴリラ・警視庁捜査第8班 第2話「ファースト・ターゲット」（1989年4月9日）
- はぐれ刑事純情派 第4シリーズ 第18話「密室の犯罪・美しき女医の診察室」（1991年7月31日）
- 松本清張作家活動40年記念 砂の器（1991年10月1日）
- 七人の女弁護士 第2シリーズ 第2話「レイプ魔殺人! 美人OLの復讐」（1991年10月24日）
- さすらい刑事旅情編V 第14話「京都琵琶湖の女・茶道家元をめぐる罠」（1993年1月27日）
- 殿さま風来坊隠れ旅 第16話「お京が怒った! 天晴れ仇討ち」（1994年8月27日） - 早瀬帯刀

#### 12ch→TX
- 大江戸捜査網
  - 第1シリーズ
    - 第1話「命知らずが闇を斬る」（1970年10月3日）
    - 第8話「花のお江戸の暴れん坊」（1970年11月21日）

  - 第2シリーズ
    - 第9話「帰ってきた狼」（1972年） - 木曽屋の人足
    - 第14話「おんな一代いのちの舞」（1972年） - 勘定方・小笠原
    - 第19話「琉球の女」（1972年） - 琉球在番の薩摩藩士
    - 第25話「走れ!娘飛脚」（1972年） - 勘定吟味役・田中大膳
    - 第28話「兄と妹の詩」（1972年） - 公儀の使者
    - 第38話「大暴れ！娘スリ」（1972年） - 荒川屋
    - 第44話「女賊 暗闇のお竜」（1973年） - 商人
    - 第47話「心やさしき暗殺者」（1972年） -  河内屋

  - 第3シリーズ
    - 第17話「無礼討ち返上」（1974年） - 遠州屋
    - 第22話「十手と十字架」（1974年） - 郭主
    - 第62話「初見参夜叉面の女」（1974年） - 美濃屋
    - 第157話「悲しき泥棒稼業」（1976年9月18日） - 柴田
    - 第237話「姿なき闇の仕掛人」（1978年5月27日）
    - 第252話「身代り殺人の秘めた謎」（1978年9月9日）
    - 第261話「人質救出に賭けた夫婦の絆」（1978年11月11日）
    - 第277話「命を賭けた哀しき女賊」（1979年3月3日）
    - 第308話「島帰りの父 涙の絶唱」（1979年10月6日） - 亀井
    - 第366話「恐怖の美女誘拐魔 赤い罠」（1980年11月29日） - 越前屋
    - 第382話「大奥の怪 美女殺人事件」（1981年3月28日） - 西國屋
    - 第406話「女飛脚は殺しの標的」（1981年9月12日） - 南町奉行
    - 第418話「錠前師の哀歌」（1981年12月5日）
    - 第443話「大乱戦 獲物を狙う小悪魔」（1982年6月5日） - 檀田兵庫
    - 第467話「牢破り 皆殺しの包囲網」（1982年11月20日）
- おさな妻 第14話「無金旅行」（1971年1月1日）
- 蛇姫様 最終話（1972年3月26日）
- プレイガール 第252話「銀嶺に燃える裸女」（1974年1月28日）
- ザ・スーパーガール 第41話「女の肌は三億円の秘密金庫」（1980年1月7日）
- そば屋梅吉捕物帳 第26話「江戸で一番いい男」（1980年3月26日） - 久造
- 12時間超ワイドドラマ / 海にかける虹〜山本五十六と日本海軍（1983年1月2日） - 小松直幹
- 隠密・奥の細道 第4話「血闘、須賀川の宿」（1988年11月4日）
- 大風呂敷（1989年4月10日）
- 刑事追う! 第17話「その妹」（1996年7月29日）

### 特撮
- 電撃!! ストラダ5 第9話「友よ 美しく死ね!」（1974年5月31日、NET） - 東京ナンバー9
- スパイダーマン 第32話「甘くささやく妖女」（1978年12月20日、12ch） - 杉本
- メガロマン 第18話「怪獣が街を消した!」（1979年9月10日、CX） - 国防軍長官
- ウルトラマン80 第16話「謎の宇宙物体スノーアート」（1980年7月16日、TBS） - 科学技術館館長
- ぼくら野球探偵団 第13話「シージャック 海を行く赤マント」（1980年8月4日、TX） - 船長
- 仮面ライダー (スカイライダー) 第48話「4人のスカイライダー 本物はだれだ?」（1980年8月29日、TBS） - 医師